# SN 2005bn
SN 2005bn – supernowa typu II odkryta 7 kwietnia 2005 roku w galaktyce A120323+3519. W momencie odkrycia miała maksymalną jasność 19,50m.